# ورزشگاه مرکزی (قرشی)
ورزشگاه مرکزی (قرشی) یک ورزشگاه چندمنظوره است که بیشتر برای مسابقات فوتبال استفاده می‌شود. این ورزشگاه در اختیار باشگاه فوتبال نسف قرشی است.

## ویژگی‌ها
این ورزشگاه می‌تواند ۱۷٬۷۵۰ تماشاگر را در خود جای دهد. ظرفیت کل همچنین شامل ۱۸۰ صندلی وی‌آی‌پی، ۲۲۰ صندلی برای مطبوعات و ۶ تا نیز برای مفسران است.